# Sophie Cunningham (Basketballspielerin)
Sophie Elizabeth Cunningham (* 16. August 1996 in St. Louis, Missouri) ist eine US-amerikanische Basketballspielerin der nordamerikanischen Profiliga Women’s National Basketball Association (WNBA).

## Karriere
Vor ihrer professionellen Karriere in der WNBA spielte Cunningham von 2015 bis 2019 College-Basketball für das Team der University of Missouri.
Beim WNBA Draft 2019 wurde Cunningham an 13. Stelle von den Phoenix Mercury ausgewählt, für die sie in der nordamerikanischen Profibasketballliga der Damen spielte. 2025 wechselte sie zu Indiana Fever.